# PIWI

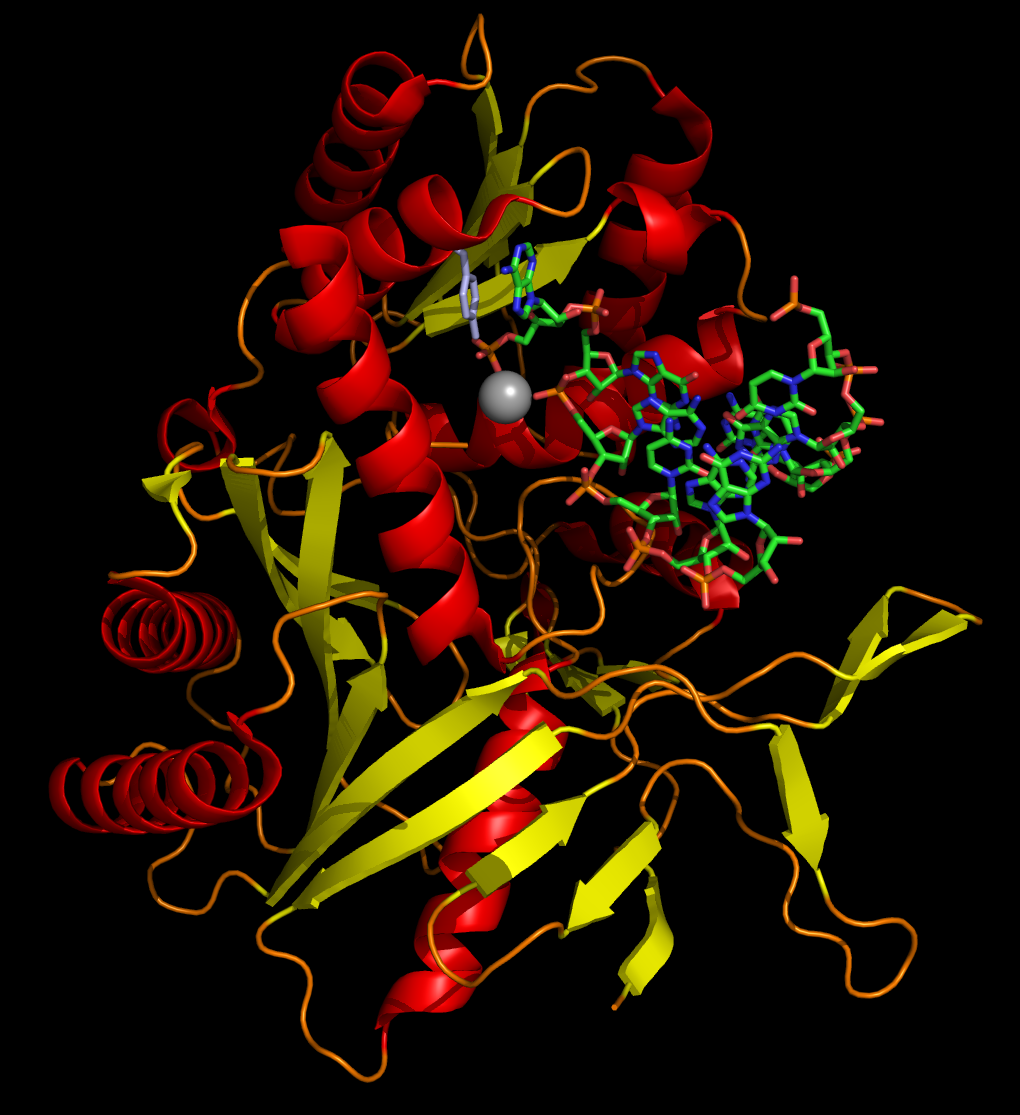
Argonaute/Piwi家族的蛋白結構

Piwi是Argonaute蛋白質家族的一個結構域，同時也是部分Argonaute家族蛋白（特指與piRNA結合者）的通稱，最早在黑腹果蠅中發現，為「P元件誘導的小睪丸」（P-element Induced WImpy testis）之簡稱。Argonaute/Piwi家族的蛋白N端有一PAZ結構域可與小RNA3′端的單股突出鹼基結合，中間有MID結構域與小RNA5′端的磷酸基結合，C端則為具內切酶活性的Piwi結構域。
一般而言Argonaute家族的蛋白與miRNA或siRNA（長約20nt）結合，Piwi家族的蛋白則與piRNA（長約30nt）結合，主要在睪丸的精原細胞中表現，Piwi蛋白與piRNA結合後可進入細胞核中造成目標DNA的DNA甲基化和組蛋白甲基化等表觀遺傳修飾以抑制基因表現，也可在細胞質中抑制目標mRNA的轉譯。Piwi-piRNA的主要功能可能為抑制精原細胞基因組中自私的基因元件（如反轉錄轉座子）表現，Piwi蛋白的缺陷可能導致精子發生異常，但許多哺乳類的體細胞亦有表現Piwi蛋白與piRNA。
人類基因組中已知有4個Piwi蛋白（PIWI樣蛋白1－4，又稱HIWI蛋白1－4），小鼠的Piwi蛋白則稱為MIWI蛋白。